# Soroksári HC
A Soroksári HC a magyar gyeplabda-sport legsikeresebb egyesülete. Jogelődeivel együtt 29 magyar bajnoki címet nyert.

## Eredmények
Magyar gyeplabdabajnokság
- bajnok (29): 
  - 1973, 1975, 1978, 1991, 1992, 1993
  - Rosco HC (1994, 1995, 1996)
  - Rosco SE (1997, 1999, 2001, 2002, 2003, 2003–2004, 2005–2006, 2006–2007, 2007–2008, 2009–2010, 2010–2011, 2011–2012)
  - Soroksári HC (2012–2013, 2013–2014, 2014–2015, 2015–2016, 2016–2017, 2017–2018, 2018–2019, 2020–2021)
- bajnoki 2. helyezés: 
  - Rosco SE (1998, 2000, 2004-2005, 2008-2009)

## Játékoskeret a 2020-2021-es évadban
Az aktuális játékkeret 
- Ujvári Viktor
- Bordás Zsolt
- Palotai Bálint
- Ficzere Zsombor
- Suba Tamás
- Hortobágyi András
- Beszeda Gergő
- Ferenczi Zsolt
- Szuszky Tamás
- Szukszy Gergő
- Szigeti Bence
- Farkas Imre
- Olasz Balázs
- Léber Sebastian
- Ssntillan Esteban

## Csapatvezető
Tápai Tibor